# Улановка
Ула́новка (рос. Улановка) — село у складі Яйського округу Кемеровської області, Росія.

## Населення
Населення — 755 осіб (2010; 901 у 2002).
Національний склад (станом на 2002 рік):
- росіяни — 94 %